# Henry-Russell Hitchcock
Henry-Russell Hitchcock (Boston, 3 giugno 1903 – New York, 19 febbraio 1987) è stato uno storico e docente statunitense storia dell'architettura. Professore da lungo tempo presso lo Smith College e la New York University, i suoi scritti hanno contribuito a definire l'architettura moderna. È noto per essere aver coniato il termine International Style (stile internazionale) applicato all'architettura razionalista del Movimento Moderno.

## Biografia
Hitchcock studiò storia dell'arte all'Università di Harvard, dove redasse la rivista d'avanguardia Hound & Horn. Insieme ai suoi compagni di studio, tra cui lo storico dell'arte e in seguito l'architetto Philip Johnson e il musicologo Virgil Thomson, ha contribuito in modo significativo alla diffusione dell'arte moderna negli Stati Uniti. Nel 1924 ottenne il titolo di Bachelor's degree e il 1927 dl Master's degree.
Divenne noto insieme a Philip Johnson grazie alla definizione del termine International Style. Tale lemma era il titolo della mostra organizzata dai due al MoMA nel 1932. Successivamente, Hitchcock insegnò alla New York University e allo Smith College, dove è stato anche direttore dello Smith College Museum of Art dal 1947 al 1955.
Nel 1953 divenne membro dell'American Academy of Arts and Sciences. Morì all'età di 83 anni a New York, a causa di un cancro.

## Opere
- Hitchcock, Henry Russell, American Architectural Books: A List of Books, Portfolios, and Pamphlets on Architecture and Related Subjects published in America before 1895, University of Minnesota Press, Minneapolis 1962
- Hitchcock, Henry-Russell, Architecture: Nineteenth and Twentieth Centuries, Penguin Books, Baltimore 1958; second ed. 1963; fourth ed. Penguin Books, Harmondsworth England, and New York 1977, ISBN 0-14-056115-3
- Hitchcock, Henry-Russell, The Architecture of H. H. Richardson and His Times, Museum of Modern Art, New York 1936; second ed. Archon Books, Hampden CT 1961; MIT Press, Cambridge MA 1966 [paperback]
- Hitchcock, Henry-Russell, Boston Architecture, 1637-1954; including Other Communities within Easy Driving Distance, Reinhold Pub. Corp., New York 1954.
- Hitchcock, Henry Russell, and Drexler, Arthur, editors, Built in USA: Post-war Architecture, Museum of Modern Art (Simon & Schuster), New York 1952.
- Hitchcock, Henry Russell, Early Victorian architecture in Britain, Yale University Press, New Haven 1954
- Hitchcock, Henry-Russell, German Renaissance Architecture, Princeton University Press, Princeton NJ 1981, ISBN 0-691-03959-3
- Hitchcock, Henry-Russell, In the Nature of Materials, 1887-1941: The Buildings of Frank Lloyd Wright, Duell, Sloan and Pearce, New York 1942; Da Capo Press, New York 1975 (paperback), ISBN 0-306-80019-5
- Hitchcock, Henry-Russell, and Johnson, Philip C., The International Style: Architecture since 1922, W. W. Norton & Company, New York 1932, second edition 1966; reprint of 1932 edition 1996, ISBN 0-393-03651-0
- Hitchcock, Henry Russell, Latin American Architecture since 1945, Museum of Modern Art, New York 1955
- Hitchcock, Henry-Russell, Modern Architecture in England, Museum of Modern Art, New York 1937
- Hitchcock, Henry-Russell, Modern Architecture: Romanticism and Reintegration, Payson & Clarke Ltd., New York 1929
- Hitchcock, Henry-Russell, and others, The Rise of an American Architecture, Praeger in association with the Metropolitan Museum of Art, New York 1970.
- Hitchcock, Henry-Russell, Rococo Architecture in Southern Germany, Phaidon, London 1968, ISBN 0-7148-1339-7
- Hitchcock, Henry-Russell, and Seale, William, Temples of Democracy: The State Capitols of the U.S.A., Harcourt Brace Jovanovich, New York 1976, ISBN 0-15-188536-2